# مدل‌سازی سلسله‌مراتبی بیزی
مدل‌سازی سلسله‌مراتبی بیزی (به انگلیسی: Bayesian hierarchical modeling) یک مدل آماری است که در چندین سطح (فرم سلسله مراتبی) نوشته شده‌است و پارامترهای احتمال پسین را با استفاده از روش بیزی تخمین می‌زند. در این روش زیرمدل‌هایی برای شکل‌گیری مدل سلسله مراتبی ترکیب می‌شوند و از قضیه بیز برای ادغام آن‌ها با داده‌های مشاهده شده استفاده می‌گردد به طوری که عدم قطعیت موجود در داده را تا حد امکان به حساب آورد. نتیجه این در نظر گرفتن عدم قطعیت، به دست آوردن احتمال پسین است، که به عنوان تخمین احتمال به‌روزشده نیز شناخته می‌شود، زیرا شواهد اضافی در مورد توزیع پیشین به دست می‌دهد.
آمارهای فراوانی‌گرایانه ممکن است نتیجه‌گیری به ظاهر ناسازگاری با نتایج ارائه شده توسط آمار بیزی داشته باشند. این قضیه ناشی از رویکرد بیزی با پارامترهاست که آن‌ها را به عنوان متغیرهای تصادفی در نظر می‌گیرد و از اطلاعات ذهنی در ایجاد فرضیات در مورد این پارامترها استفاده می‌کند. از آن‌جا که این دو رویکرد (فراوانی‌گرایانه و بیزی) به سؤالات مختلفی پاسخ می‌دهند، نتایج رسمی آن‌ها از نظر فنی متناقض نیستند، اما از این نظر که یک پاسخ آماری برای چه کارکردی مناسب است با هم اختلاف جدی دارند. طرفداران آمار بیزی معتقدند که اطلاعات مربوط به تصمیم‌گیری و به روز کردن باورها را نمی‌توان نادیده گرفت و مدل سازی سلسله مراتبی در مواردی که داده‌های مشاهده‌شده زیادی وجود دارند بر روش‌های کلاسیک برتری دارند. علاوه بر این، ثابت شده‌است که مدل سلسله مراتبی بیزی، با داشتن احتمال پسینی که حساسیت کمتری به شروط پیشین منعطف سلسله مراتبی دارد، آمار با ثبات‌تری به دست می‌دهد.
از مدل سازی سلسله مراتبی زمانی استفاده می‌شود که اطلاعات در چندین سطح مختلف از واحدهای مشاهده ای در دسترس باشد. فرم سلسله مراتبی این نوع تحلیل و ساختار آن در درک مشکلات چند پارامتری کمک می‌کند و همچنین نقش مهمی در توسعه استراتژی‌های محاسباتی ایفا می‌نماید.

## فلسفه
روش‌ها و مدل‌های آماری معمولاً شامل چندین پارامتر هستند که می‌توانند به هم مرتبط یا متصل در نظر گرفته شوند به گونه ای که مسئله در واقع به پیدا کردن وابستگی مدل احتمال مشترک برای این پارامترها تبدیل می‌شود. درجات اعتقادی فردی، که در قالب احتمالات بیان می‌شود، با عدم اطمینان همراه هستند. قلب این قضیه تغییر میزان اعتقاد در طول زمان است.